# ایچری
ایچری (ترکی آذربایجانی: İçəri) یک منطقهٔ مسکونی در جمهوری آرتساخ است که در استان کاشاتاق واقع شده‌است.